# Максименко Анатолій Олександрович
Анато́лій Олекса́ндрович Макси́менко — (25 червня 1936, Глобине) — український архітектор, лауреат Шевченківської премії.

## З життєпису
Закінчив Харківський інститут інженерів комунального будівництва 1965 року.
Проектував наступні споруди:
- дитяче містечко в лісопарку Харкова — 1973,
- монумент на ознаменування проголошення радянської влади в Харкові — 1977,
- забудова центру міста Змієва — 1990,
- кварталів Краснопавлівки — 1992,
- села Безрукова, Гоптівки — плани цих сіл складені 1993 року. Ці всі роботи виконав у співавторстві.

Лауреат Шевченківської премії 1977 року — спільно з Я. Й. Риком, В. І. Агібаловим, М. Ф. Овсянкіним, С. Г. Світлорусовим — скульптори, І. О. Алфьоровим, Е. Ю. Черкасовим — архітекторами, за монумент у Харкові на ознаменування проголошення радянської влади в Україні.

## Джерело
- Комітет з національної премії [Архівовано 5 березня 2016 у Wayback Machine.]